# 陘城の戦い
陘城の戦い（けいじょうのたたかい、繁体字：陘城之戰、簡体字：陉城之战）は、紀元前264年に秦が韓を攻めた戦争。
魏の范雎は魏の国相の魏斉の迫害を受けて、秦に亡命した。范雎は秦の昭襄王に客卿の身分で進言した。「穣侯はいま韓や魏と結んで斉を討とうとしているが、これは間違いです（仮に勝って領土を奪ってもそれを保持することができないため）。それよりも遠く（趙・楚・斉）と交わり、近く（魏・韓）を攻めるべきです。そうすれば奪った領土は全て王のものとなり、更に進出することができます」と。これが著名な遠交近攻である。昭襄王は范雎の策を受け入れ、韓と魏への侵攻を始めた。
紀元前264年、秦の昭襄王は武安君白起に韓の陘城（現在の山西省臨汾市曲沃県の北東）に侵攻するように命じて、韓の陘城を含む、9つ（あるいは5つ）の城邑を取り、韓軍5万を斬首した。この戦いが陘城の戦いである。
紀元前263年、白起は軍を率いて、南陽の太行山道を封鎖した。
紀元前262年、白起は再び韓を攻めて野王を取り、上党郡と韓の本土が切断され飛び地となった。上党郡守は趙に投降することを決めたが秦が侵攻した。これが40万人の穴埋めで著名な長平の戦いである。